# (10943) Brunier
(10943) Brunier (1999 FY6) – planetoida z grupy pasa głównego asteroid okrążająca Słońce w ciągu 3,15 lat w średniej odległości 2,15 j.a. Odkryta 20 marca 1999 roku.